# Alt Diesdorf 13

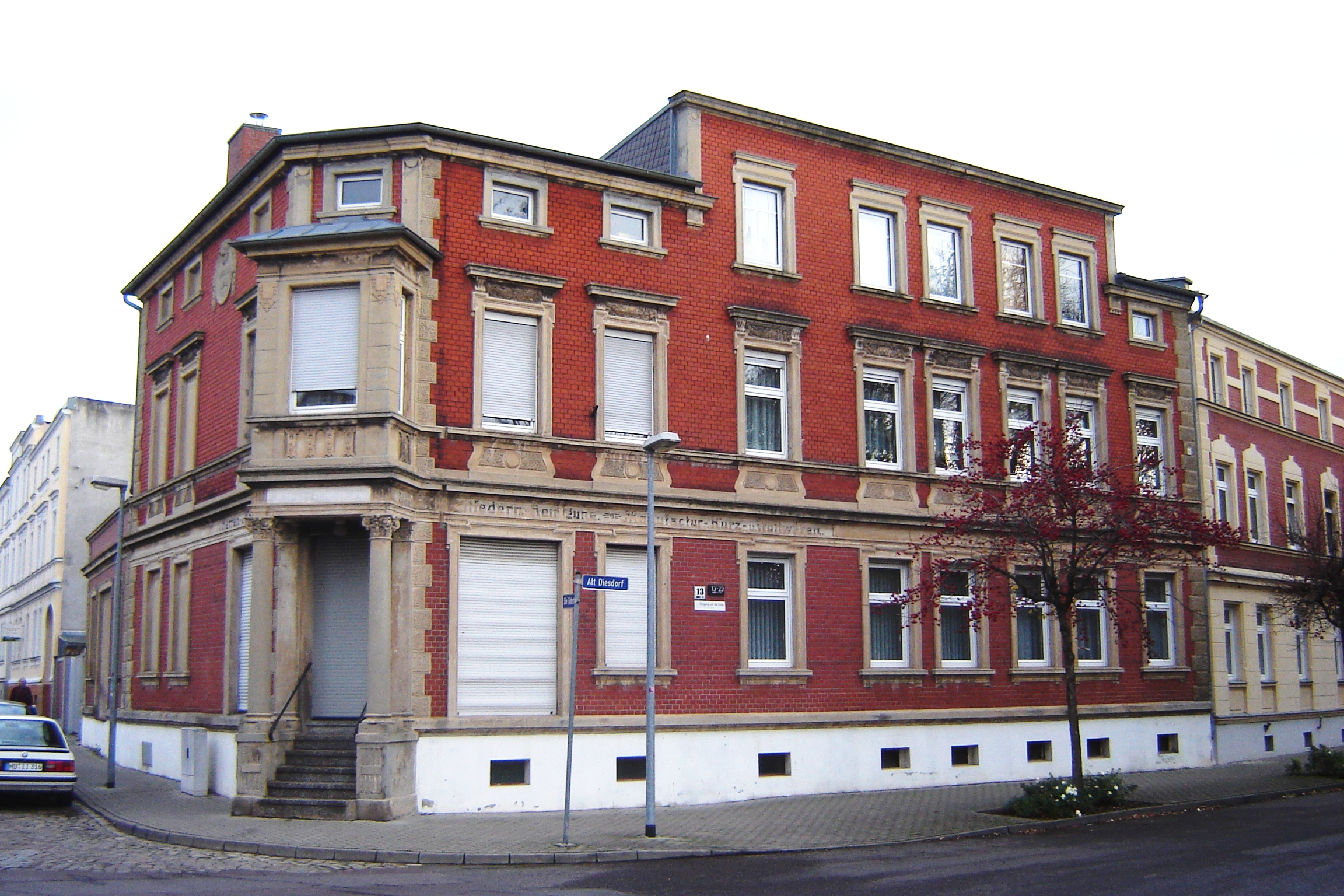
Haus Alt Diesdorf 13 im Jahr 2013

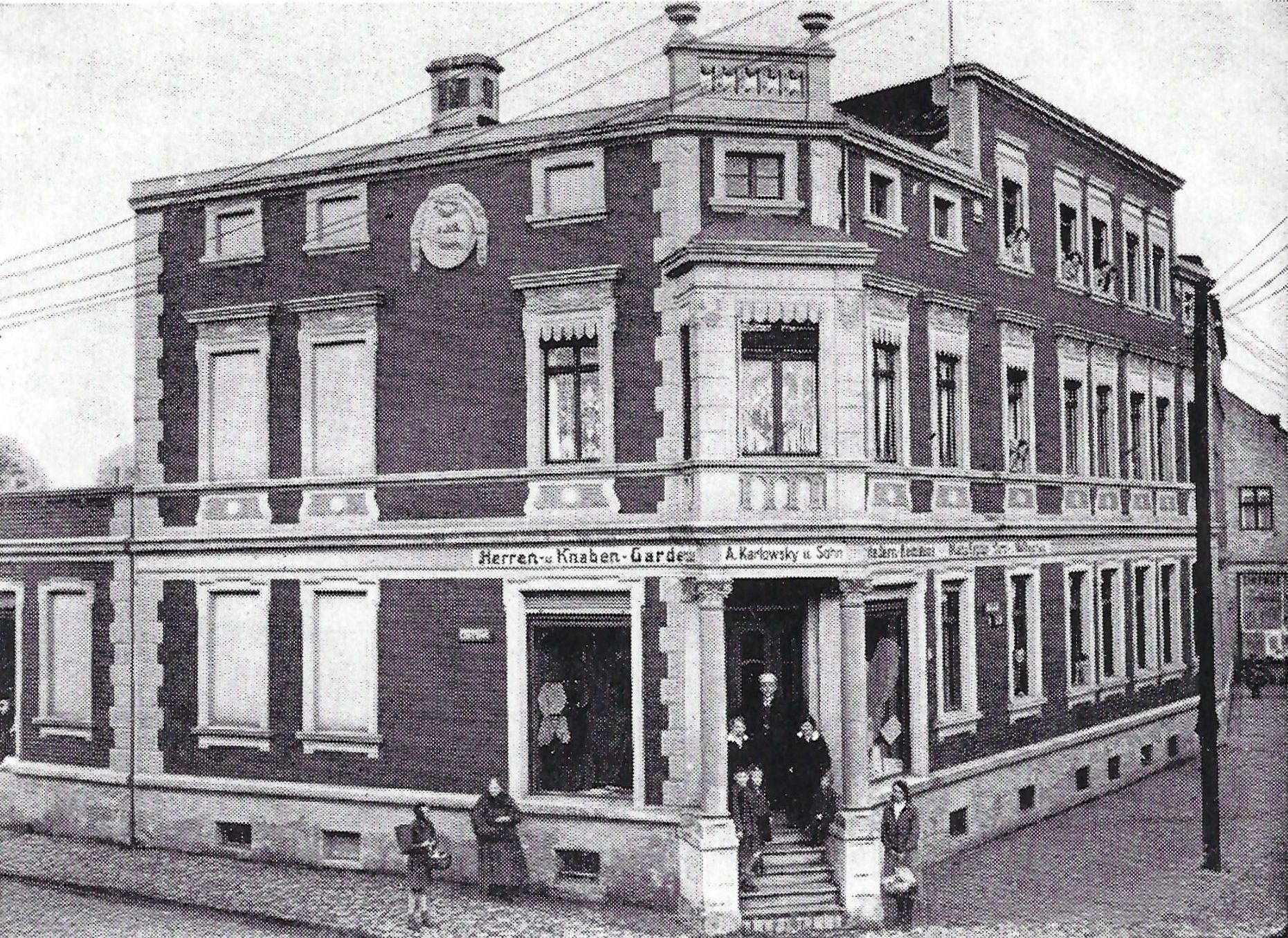
Ansicht des Gebäudes 1934 oder früher

Alt Diesdorf 13 ist ein denkmalgeschütztes Wohn- und Geschäftshaus im Magdeburger Stadtteil Diesdorf in Sachsen-Anhalt.

## Lage
Das Gebäude befindet sich im Ortskern von Diesdorf auf der Nordseite der Straße Alt Diesdorf in einer für das Straßenbild prägenden Ecklage zur westlich des Hauses einmündenden Straße Die Fahrt.

## Architektur und Geschichte
Als Vorgängerbebauung stand an der Stelle das 1907 abgerissene Wohnhaus des Eustachius Grabau. An diesem Gebäude befand sich die Inschrift:
Durch viermal schnelle Feuersbrunst

Sind meine Güter hier vernichtet,

Durch Gottes Segen, Gnade und Gunst

Hab ich sie wieder aufgerichtet.

Gott gebe Segen, Fried und Recht,

Daß hier lang wohne mein Geschlecht.

Der heute bestehende zweieinhalb- bis dreigeschossige massive Ziegelbau wurde im Jahr 1908 errichtet. An den Fassaden sind neobarocke Zierelement angebracht. Die markante Ecksituation ist durch einen eingeschossigen, einachsigen Erker betont, der auf korinthischen Säulen ruht. Unterhalb des Erkers ist in der abgeschrägten Ecke der Hauseingang angeordnet. Bedeckt ist das Gebäude mit einem Flachdach.
Das Haus wurde von August Karlowsky gebaut, der dort sein am 1. Februar 1892 gegründetes Unternehmen A. Karlowsky & Sohn, Manufaktur-, Weiß- und Wollwaren betrieb, in dem in den 1930er Jahren 12 bis 15 Personen beschäftigt wurden.
Im örtlichen Denkmalverzeichnis ist das Wohn- und Geschäftshaus unter der Erfassungsnummer 094 82520 als Baudenkmal verzeichnet.
Das Haus gilt als Beispiel für das Aufkommen typisch städtischer Bauformen im ländlichen Umland während der Gründerzeit.